# Raquel Carolina Ángela Negro
Raquel Carolina Ángela Negro, alias María (26 de abril de 1949, Santa Fe, secuestrada y desaparecida el 2 de enero de 1978 en Mar del Plata)  fue una trabajadora social y militante de Montoneros víctima de la última dictadura cívico militar de Argentina

## Historia
Raquel estudió en el Normal de Santa Fe y se recibió de trabajadora social. Militó en el Movimiento Evita, en las FAR y en Montoneros. En 1973 se desempeñó en la Secretaría de Cultura y Acción Social de la Municipalidad de Santa Fe. Estuvo casada con Marcelino Álvarez Fernández (nacido el 11 de diciembre de 1945), quien había desaparecido el 4 de noviembre de 1976, en Rosario, Argentina.
Tenía un hijo de un año y medio, Sebastián Álvarez. El 2 de enero de 1978 Raquel, Sebastián y Tulio «Tucho» Valenzuela fueron secuestrados en las calles Luro y Catamarca, en el centro de Mar del Plata. Ese mismo día fueron llevados al centro clandestino de detención llamado "La Quinta" de Funes, en los alrededores de Rosario, Santa Fe, donde estaba arrestada clandestinamente casi toda la cúpula regional de Montoneros. Sebastián Álvarez estuvo cautivo unos pocos días en la Quinta de Funes y luego fue restituido a sus abuelos maternos. Raquel Negro,  embarazada de mellizos, quedó como rehén en ese centro clandestino de detención, mientras su pareja, Edgar Tulio Valenzuela, era llevado para la Operación México, un intento del entonces jefe del Comando del Segundo Cuerpo de Ejército, Leopoldo Galtieri, para asesinar a los máximos dirigentes montoneros.

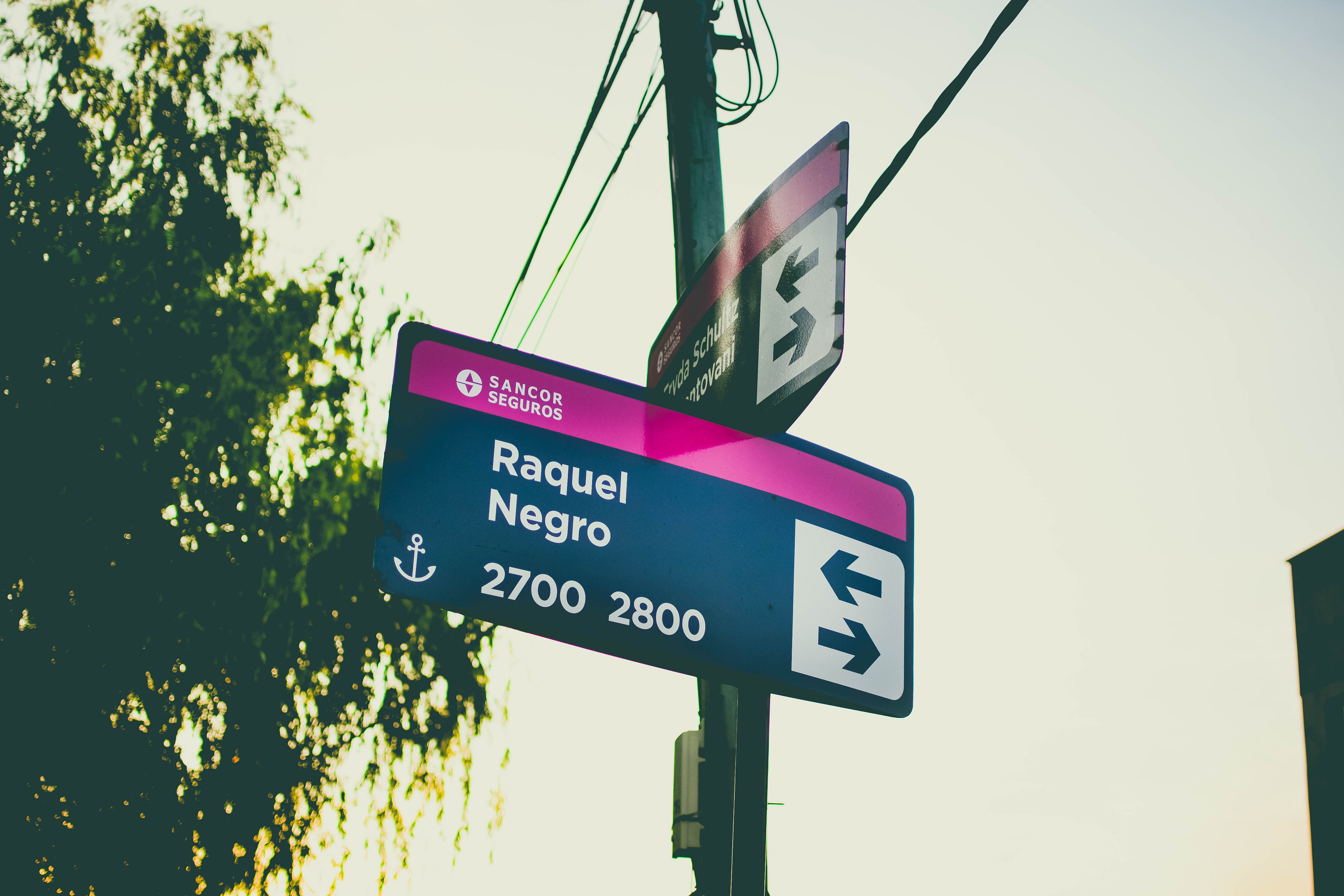
Calle en la ciudad de Santa Fe que lleva el nombre de Raquel Negro

Tulio tenía una decisión acordada con su pareja Raquel: simuló colaborar, pero al llegar a destino denunció públicamente lo que pasaba, desmanteló la operación y responsabilizó al jefe militar por la vida de su mujer y su hijo (no sabía que eran mellizos). Al momento de la despedida Raquel le habría dicho: «Vos conmigo tenés un problema, Tucho. Si vas y hacés lo que convinimos, lo que nos juramentamos que tenés que hacer, me van a matar, van a matarnos como a perros a todos los que estamos aquí y no podamos escapar, pero si no lo hacés me perdés para siempre, porque te dejo, te lo juro, nunca más en tu vida me volvés a ver, ¿está claro?».
Tucho viajó a México y, tal como había convenido con María, en vez de concretar la misión encomendada, desenmascaró ante la dirección de Montoneros y la prensa local y extranjera el operativo motorizado por Galtieri.

## Hija recuperada y un hijo por recuperar
Sus hijos mellizos, un niño y una niña, Sabrina, nacieron el 26 de marzo de 1978 en el Hospital Militar de la ciudad de Paraná, Entre Ríos, hecho averiguado por Abuelas de Plaza de Mayo. La joven recuperó su identidad el 23 de diciembre de 2008. Del varón no hay más datos. Dos integrantes del grupo de tareas rosarino que había secuestrado a la pareja en Mar del Plata, Walter Pagano y Juan Daniel Amelong, llevaron a la beba hasta la puerta del Hogar del Huérfano de Rosario. Sabrina fue adoptada por la familia Gullino, de Ramallo.
Tulio volvió a la Argentina pocos meses después, y fue atrapado por los represores.
Sabrina no imaginó que era hija de desaparecidos, al no haber nada sospechoso en el trámite de su adopción. Al empezar a estudiar en la Facultad de Comunicación Social de la Universidad Nacional de Rosario, se interesó por la historia reciente. La fecha de su nacimiento la empujó a tomar la decisión de hacerse un análisis de ADN. Desde diciembre de 2008, la vida de Sabrina cambió radicalmente. Conoció a su hermano mayor, Sebastián –hijo de Raquel y Marcelino Álvarez– que la había buscado incansablemente. Juntos, continúan buscando al hermano mellizo de Sabrina. El año 2009 conoció a su hermano Matías, hijo de Tulio.

## Juicios
- Sabrina participó en la causa del Hospital Militar de Paraná, donde es querellante, junto a Sebastián. Al respecto recuerda a Guillermo Germano, el “Mencho”, que falleció el año 2009, un tenaz militante por los derechos humanos de Paraná que inició esa causa.[2]
- Fue también testigo en el proceso oral y público contra Oscar Pascual Guerrieri, Jorge Fariña, Juan Daniel Amelong, Walter Pagano y Eduardo Costanzo que lleva adelante el Tribunal Federal Oral número 2 de Rosario. Amelong y Pagano fueron los que la llevaron, cuando era beba, desde Paraná hacia el Hogar del Huérfano. Costanzo es uno de los pocos represores que rompieron el pacto de silencio, y fue el que relató el destino de Raquel Negro.[2]
- También declaró en la Causa Guerrieri 3, donde se investiga la desaparición de la madre de Sabrina, Raquel Negro.[6] Según el testimonio de Eduardo Costanzo, la última vez que vio a Raquel le dijo que la esperara, que con su panza no podía fugarse. Se la llevaron a Paraná, y la trajeron de vuelta en un baúl, desnuda, con una bolsa de nailon en la cabeza.[6]
- En el año 2010, el Tribunal Oral Federal n.º 1 de Rosario condenó a prisión perpetua a los cinco imputados (el exteniente Oscar Pascual Guerrieri, el exmayor Jorge Fariña, el exteniente Juan Daniel Amelong,11 el exagente de inteligencia del Ejército Walter Pagano y Eduardo Tucu Costanzo) en la primera causa por violaciones a los derechos humanos durante el terrorismo de Estado en esta ciudad, entre ellos el secuestro, la desaparición y el asesinato de Raquel Negro.

## Una calle con el nombre de Raquel
Por una ordenanza del Concejo Municipal de Santa fe, de agosto de 2010, se decidió denominar con nombre de mujeres ilustres de la ciudad de Santa Fe a las calles del puerto local: una de ellas lleva el nombre Raquel Negro.

## Operación México
Sabrina, Sebastián y Matías, hijos de Edgar Tulio Valenzuela y de Raquel Negro, protagonistas de la historia en la que se basa la película Operación México, un pacto de amor criticaron el planteamiento de la historia de sus padres realizado por el director del film, Leonardo Becchini.
En ese artículo el excanciller Rafael Bielsa, autor del libro original Tucho. La Operación México o lo irrevocable de la pasión, reflexiona sobre esta tragedia arquetípíca de los años 70 y una generación con la que dijo sentirse totalmente identificado. Se trata de su primera novela, publicada por Edhasa.
Los hijos dicen: «Como argentinos heredamos un legado histórico-político complejo. Una historia densa, muchas veces abrumadora, incómoda de asimilar, pero rica en experiencias de luchas colectivas. Esta parte del legado es la que elegimos. Ser hijos de una generación que fue capaz de dedicar su vida para transformar la realidad, comprometida totalmente con su tiempo».